# Factores abióticos

Los factores abióticos son los componentes de un ecosistema que no tienen vida pero influyen en los seres vivos que forman parte de él (factores bióticos).

En biología y ecología, los factores abióticos o componentes abióticos son los componentes químicos y físicos sin vida del medio ambiente que afectan a los organismos vivos y al funcionamiento de los ecosistemas. Todos los componentes no vivos de un ecosistema, como las condiciones atmosféricas, los recursos hídricos, gases, concentraciones de sustancias orgánicas e inorgánicas y los flujos de energía, se denominan por lo tanto factores abióticos. Entre los más importantes podemos encontrar: el agua, el aire, la temperatura, la luz, el pH, el suelo, la humedad, el oxígeno y los diferentes nutrientes.
Los factores abióticos incluyen las condiciones físicas y recursos no vivos que afectan a los organismos vivos en términos de crecimiento, mantenimiento y reproducción. Los recursos se definen como sustancias, energía u objetos en el medio ambiente requeridos por un organismo y consumidos o bloqueados para su uso por otros organismos.

Ejemplos de factores abióticos: agua, luz solar, aire, suelo.

Los factores abióticos se clasifican según su naturaleza en físicos (luz solar, temperatura, presión atmosférica, clima, relieve) y químicos (pH, química de los suelos, química del aire y química del agua).

## Ejemplos de influencia en los ecosistemas
Como se mencionó anteriormente, los factores abióticos más relevantes en un ecosistema pueden incluir agua, luz, radiación solar, temperatura, humedad, atmósfera, acidez, y condiciones del suelo. El clima macroscópico a menudo influye en cada uno de los anteriores. La presión y las ondas sonoras también pueden considerarse de gran relevancia cuando estamos en el contexto de los ambientes marinos o subterráneos. Los factores abióticos en los ambientes oceánicos también incluyen exposición aérea, sustrato, claridad del agua, energía solar y mareas.
Como ejemplo de la influencia de los factores abióticos en los seres vivos podemos considerar el hecho de que muchos microorganismos del orden archaea requieren temperaturas muy altas, así como presiones elevadas o concentraciones inusuales de sustancias químicas como el azufre para sobrevivir. Esto se debe a su especialización en condiciones extremas. Por otro lado, los hongos han evolucionado para sobrevivir a las condiciones de baja temperatura, alta humedad y estabilidad de su entorno.
Otro ejemplo consiste en considerar la diferencia significativa en el acceso tanto al agua como a la humedad general que existe entre los bosques templados húmedos y los desiertos. Esta diferencia en la disponibilidad de agua provoca una diversidad en los organismos que sobreviven en estas áreas. Estas diferencias en los componentes abióticos alteran las especies presentes, imponiendo límites a qué especies pueden sobrevivir dentro de un medio ambiente, así como influyendo en la competencia entre diferentes especies. Factores abióticos como la salinidad, por ejemplo, pueden dar a una especie una ventaja competitiva sobre otra, creando presiones que conducen a la especiación y alteración de una especie frente a competidores generalistas y especialistas.
Un ejemplo más detallado puede consistir en considerar las diferencias que se presentan de las plantas con mecanismos C3, C4 y CAM en la regulación de la entrada de dióxido de carbono al ciclo de Calvin-Benson en relación con sus estresores abióticos. Las plantas con mecanismo C3 no tienen otros mecanismos para manejar la fotorrespiración, mientras que las plantas con mecanismos C4 y CAM utilizan una enzima carboxilasa PEP separada para prevenir la fotorrespiración, aumentando así el rendimiento de los procesos fotosintéticos en ciertos entornos de alta energía.